# STS-49
إس تي إس-49 (بالإنجليزية: STS-49)‏ الرحلة السابعة والأربعون ضمن برنامج مكوك الفضاء لوكالة ناسا، والرحلة الأولى على متن مكوك الفضاء إنديفور، انطلقت الرحلة في 7 مايو 1992 من مركز كينيدي للفضاء ، وهبطت بتاريخ 16 مايو في قاعدة إدواردز الجوية، بعد تسعة أيام مكثتها الرحلة في الفضاء، هدف الرحلة استرداد قمر إنتل سات 6 التابع لإنتل سات إحدى مزودي الخدمة التجارية للاتصالات والبث الفضائي عبر الأقمار الصناعية، بعد ابتعاد القمر عن مدارة، وقد تم تنفيذ المهمة بنجاح بعد قيام ثلاثة رواد من المشي في الفضاء وإنجاز المهمة، بلغ عدد الرواد المشاركين في الرحلة سبعة رواد.

## معرض صور

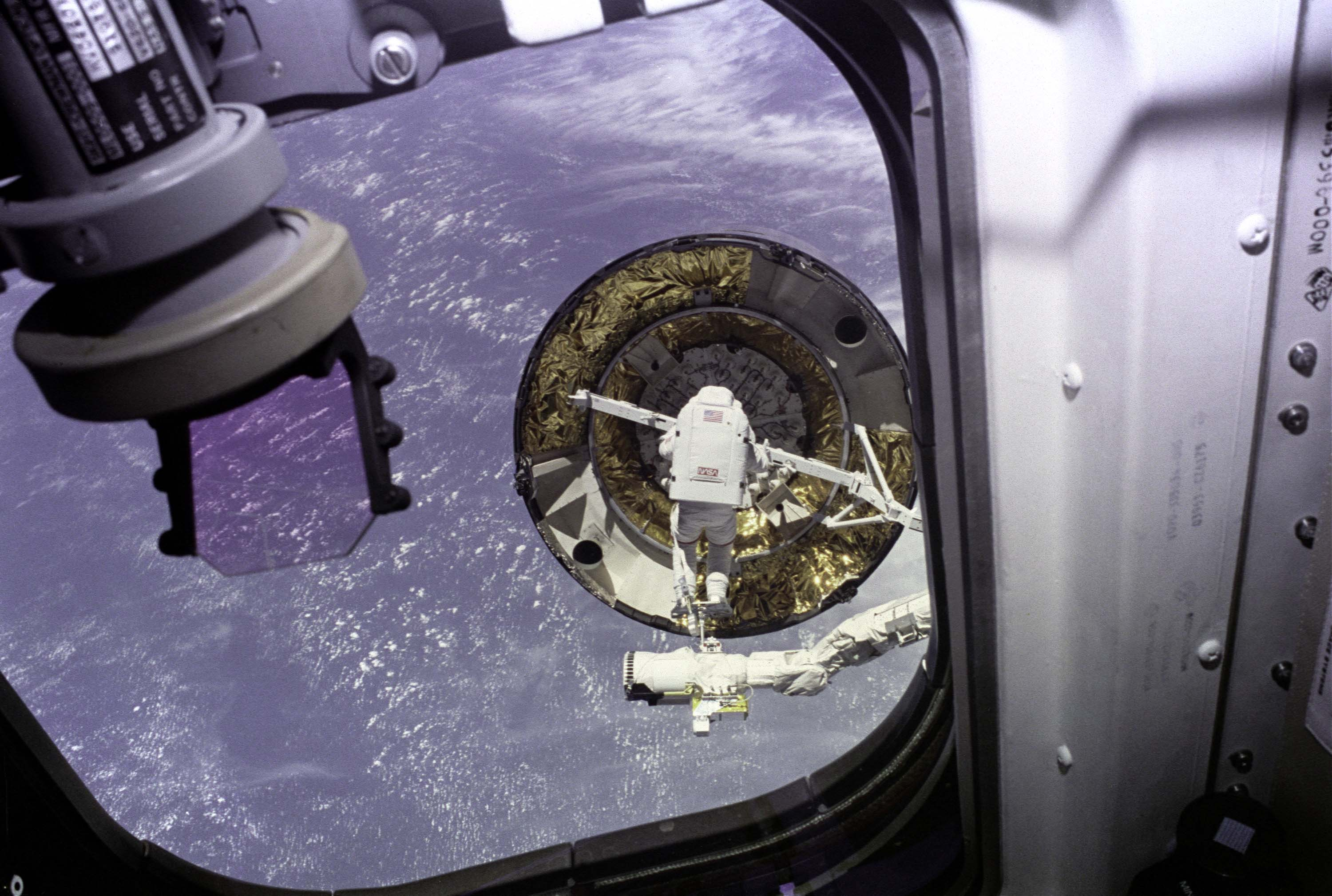
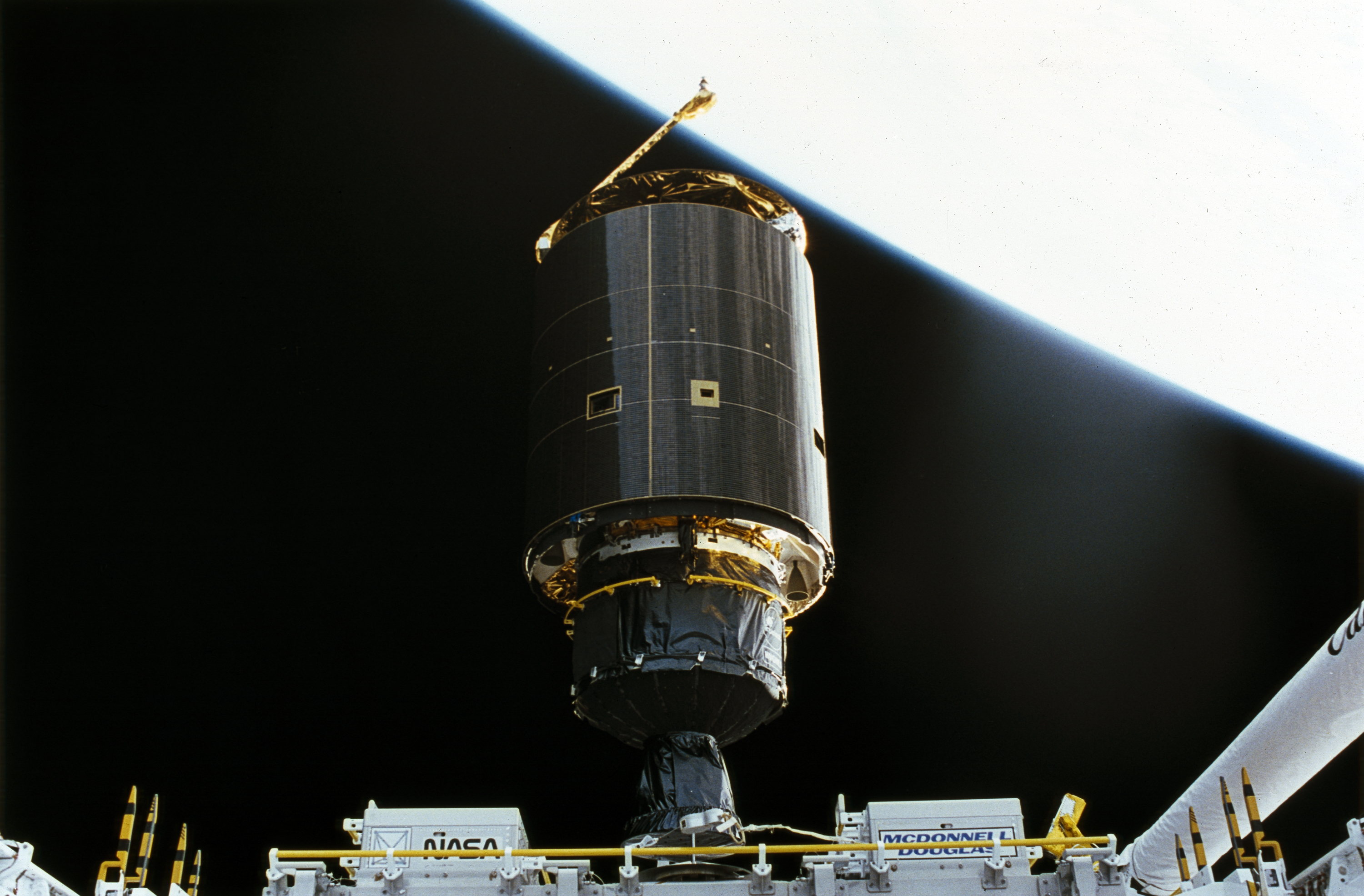
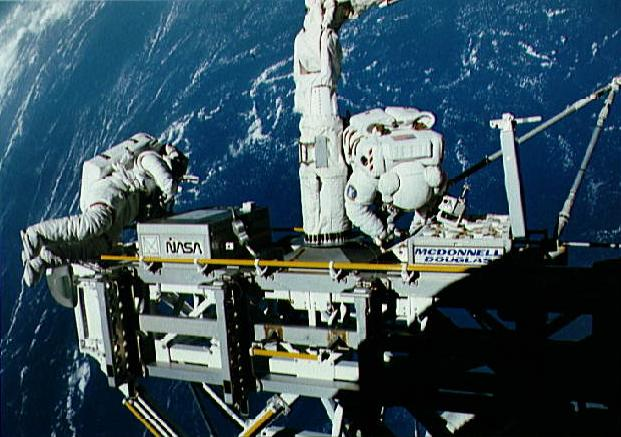